# Magdala Alchemist Path
Magdala Alchemist Path (マグダラで眠れ, Magadara de nemure) est une série de light novels écrite par Isuna Hasekura et illustrée par Tetsuhiro Nabeshima. Elle est publiée par ASCII Media Works depuis juillet 2012 et huit tomes sont sortis en février 2016. Une adaptation en manga dessinée par Arisaka Ako est publiée entre mai 2013 et avril 2015 par Kadokawa Shoten. La version française est publiée par Ototo à partir de juillet 2014.

## Synopsis
Kûsla, un alchimiste, attend son procès pour avoir brûlé les os d'un saint. C'est alors qu'on lui propose un marché : s'il accepte de mettre ses compétences au service de l'ordre des Chevaliers de Claudius, l'une des trois factions avec l'Église et la Guilde du commerce chargée de maintenir l'ordre dans le pays, les charges retenues contre lui seront abandonnées. Kûsla part donc retrouver Weyland, un autre alchimiste, à Gulbetti, une ville proche de la ligne de front. À peine arrivé, il fait la rencontre d'Ul Fenesis, une jeune fille mystérieuse qui a pour mission de les surveiller.

## Personnages
Kûsla (クースラ, Kūsura)
Kûsla est le principal protagoniste masculin de l'histoire. C'est un alchimiste arrêté pour avoir volé les os d'un saint et qui, pour éviter toute poursuite, se voit contraint de travailler pour l'ordre des Chevaliers de Claudius. Il y retrouvera l'un de ses amis, Weyland, ainsi qu'une jeune fille chargée de le surveiller, Ul Fenesis.
Ul Fenesis (ウル・フェネシス, Uru Feneshisu)
Ul Fenesis est le principale protagoniste féminin de l'histoire.
Weyland (ウェランド, Uerando)
Irine Brunner (イリーネ・ブルナー, Irīne burunā)

## Light novel
La série de light novels Magdala Alchemist Path est écrite par Isuna Hasekura avec des illustrations de Tetsuhiro Nabeshima. Elle est publiée depuis le 10 juillet 2012 par ASCII Media Works. Six tomes sont commercialisés au 10 septembre 2014.

### Liste des volumes
| no | Japonais          | Japonais          |
| no | Date de sortie    | ISBN              |
| -- | ----------------- | ----------------- |
| 1  | 10 juillet 2012   | 978-4-04-886728-3 |
| 2  | 10 octobre 2012   | 978-4-04-886985-0 |
| 3  | 10 avril 2013     | 978-4-04-891579-3 |
| 4  | 10 septembre 2013 | 978-4-04-891944-9 |
| 5  | 8 février 2014    | 978-4-04-866309-0 |
| 6  | 10 septembre 2014 | 978-4-04-866899-6 |
| 7  | 10 septembre 2015 | 978-4-04-865384-8 |
| 8  | 10 février 2016   | 978-4-04-865751-8 |

## Manga
L'adaptation en manga écrite par Isuna Hasekura et dessinée par Ako Arisaka voit le jour entre mai 2013 et avril 2015 dans le magazine seinen Young Ace de l'éditeur Kadokawa Shoten. La version française est éditée par Ototo depuis juillet 2014. Le manga est nommé au prix Mangawa 2015 dans la catégorie seinen.
Une série dérivée, Shōjo wa shoka no umi de nemeru (少女は書架の海で眠る), dessinée par Suiren Matsukaze est publiée dans le magazine Dengeki Daioh à partir de juin 2014. Le premier volume relié est publié par ASCII Media Works le 10 janvier 2015.

### Liste des volumes
| no | Japonais       | Japonais          | Français          | Français          |
| no | Date de sortie | ISBN              | Date de sortie    | ISBN              |
| --- | -------------- | ----------------- | ----------------- | ----------------- |
| 1 | 31 août 2013   | 978-4-04-120829-8 | 10 juillet 2014   | 978-2-35180-845-0 |
| Liste des chapitres : - Story I : L'alchimiste qui ne dormait jamais et la nonne blanche - Story II : Ul Fenesis - Story III : Le monde de l'alchimie - Story IV : Liberté et malédiction                                                              |                |                   |                   |                   |
| 2 | 4 février 2014 | 978-4-04-120982-0 | 3 octobre 2014    | 978-2-35180-870-2 |
| Liste des chapitres : - Story V : La nonne maudite - Story VI : Où se trouve la vérité - Story VII : Repose en paix à Magdala - Story VIII : Balance - Story IX : Le blason d'Azami                                                                    |                |                   |                   |                   |
| 3 | 4 octobre 2014 | 978-4-04-102115-6 | 24 avril 2015     | 978-2-35180-908-2 |
| Liste des chapitres : - Story X : L'acier de Damas - Story XI : Un secret au fond des yeux - Story XII : Sénart Sopeites - Story XIII : Vœu le plus cher - Story XIV : Les moutons d'or - Story XV : Le rêve des nomades - Another Story : Œil de lynx |                |                   |                   |                   |
| 4 | 4 juin 2015    | 978-4-04-102787-5 | 24 septembre 2015 | 9782351809426     |
| Liste des chapitres : - Story XVI : En mouvement permanent - Story XVII : L'or en plomb, et le plomb en or - Story XVIII : La réalité selon Fenesis - Story XIX : Kazan, nouvelle terre d'asile - Story XX : Décision adéquate - Last Story : Magdala  |                |                   |                   |                   |